# Garbsen-Mitte

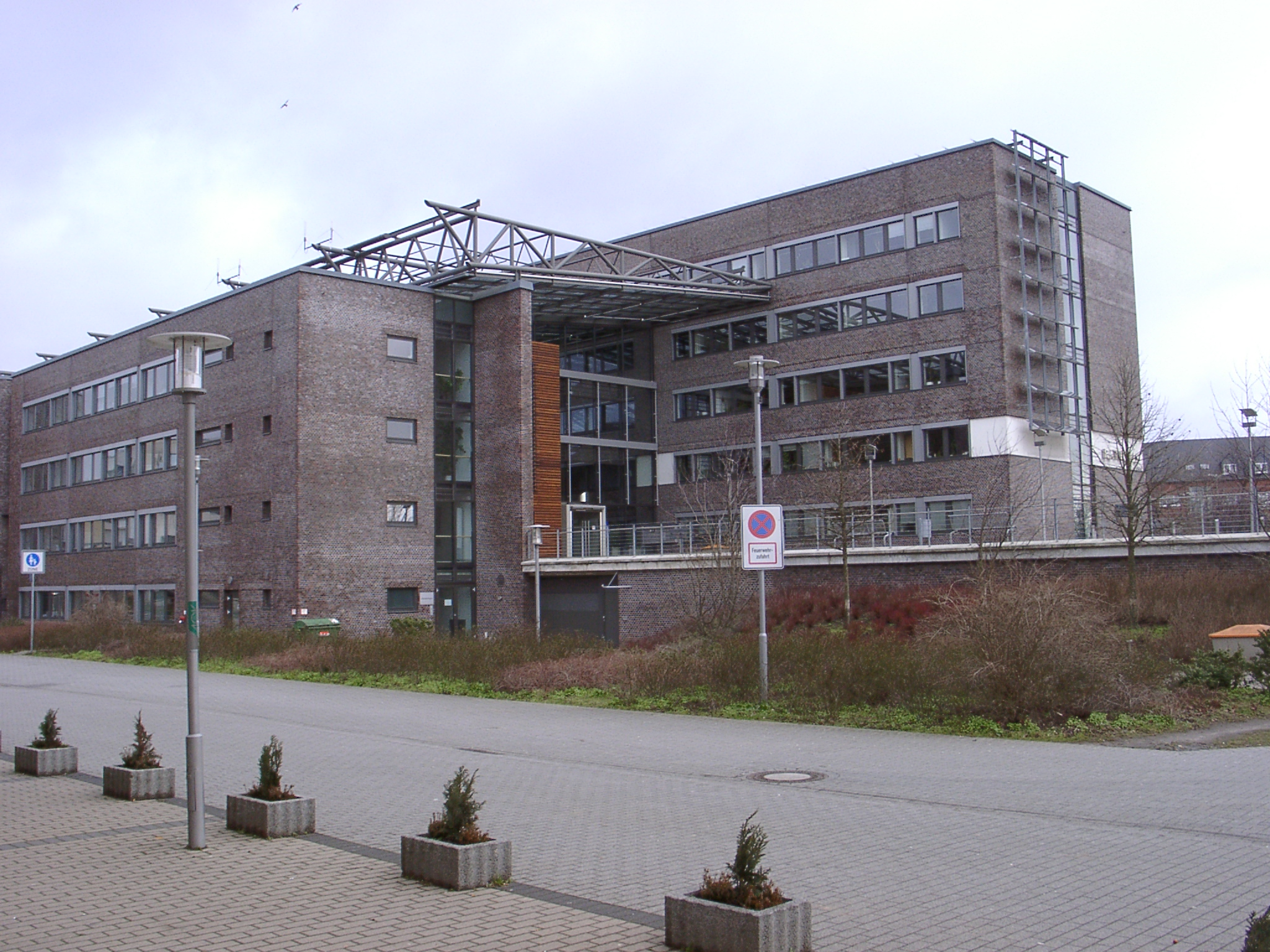
Garbsen-Mitte, Rathaus

Garbsen-Mitte ist ein Stadtteil von Garbsen in Niedersachsen und liegt nördlich der Autobahn A 2 und südlich der B 6 zwischen den Ortsteilen Berenbostel und Auf der Horst.

## Geschichte
In der ersten Hälfte der 1980er Jahre entstand in der Stadt Garbsen der neue Stadtteil Garbsen-Mitte (ca. 50 m ü. NHN) mit der Errichtung der Eurobau-Siedlung (1981–85). Das Gebiet der Eurobau-Siedlung vereinigt viele unterschiedliche Einfamilienhaustypen, die sich an verschiedenen architektonischen Vorlagen von Wohngebäuden aus verschiedenen europäischen Ländern stilistisch orientierte. Die erbauten Häuser sollten zwei Jahre als Musterhäuser zur Verfügung stehen. Infolge steigender Kreditzinsen in der ersten Hälfte der 80er Jahre kamen viele Bauträger der Siedlung in finanzielle Schwierigkeiten.
Im Jahre 1984 wurde mit dem Bau eines großen Shoppingcenters (Real und weitere Einzelhändler), dem Nordwest-Zentrum, begonnen.
Der Stadtteil Garbsen-Mitte ist bis heute durch starken baulichen Zuwachs, auch von Mehrfamilienhäusern, gekennzeichnet. In Garbsen-Mitte befinden sich neben der Wohnbebauung mit Ein- wie auch Mehrfamilienhäusern das Rathaus (seit 1997), zwei große Einkaufszentren (Nordwestzentrum und Shopping Plaza), ein modernes Kinocenter (1999), Restaurants und Cafés. Weiterhin gibt es in Garbsen-Mitte ein wachsendes Gewerbegebiet und Institute der Leibniz Universität Hannover, die im Produktionstechnischen Zentrum Hannover (PZH) räumlich vereinigt sind. Weitere Institute der Universität Hannover werden sich in den nächsten Jahren ansiedeln.

## Politik

### Ortsrat
Der Ortsrat der Ortschaft Garbsen, der die Stadtteile Garbsen-Mitte, Havelse, Auf der Horst und Altgarbsen vertritt, setzt sich aus sechs Ratsfrauen und acht Ratsherren zusammen.
Sitzverteilung
- SPD: 5 Sitze
- CDU: 4 Sitze
- Grüne: 2 Sitze
- FDP: 1 Sitz
- AfD: 1 Sitz
- fraktionslos: 1 Sitz

(Stand: Kommunalwahl 2021)

### Ortsbürgermeister
Die Ortsbürgermeisterin ist Silke Häusler (CDU). Ihre Stellvertreter sind Ursula Zander-Porbeck (SPD), Darius Pilarski (Grüne) und Ullrich Jagstaidt (FDP).

### Wappen
| Wappen von Garbsen-Mitte | Blasonierung: „Von Rot und Gold achtzehnmal geständert, belegt mit einem rechtshin schauenden silbernen Löwenkopf.“ |
| Wappen von Garbsen-Mitte | Wappenbegründung: Die (rot : goldene) Ständerung ist an das Wappen der Stadt Garbsen angelehnt, das als Grundlage die Tingierung des ehemaligen königlich-hannoverschen Amtes Ricklingen verwendet hat. Der in der Mitte stilistisch dargestellte Löwenkopf weist auf das alte Amtswappen der Stadt hin. |